# كازوناري أونو
كازوناري أونو (باليابانية: 大野 和成) (4 أغسطس 1989 في جويتسو في اليابان – )؛ هو لاعب كرة قدم ياباني سابق كان يلعب كمدافع.

## وصلات خارجية
- كازوناري أونو على موقع رابطة كرة القدم اليابانية للمحترفين (اليابانية)
- كازوناري أونو على موقع قاعدة بيانات كرة القدم.إي يو (الإنجليزية)
- كازوناري أونو على موقع Soccerway.com (الإنجليزية)
- كازوناري أونو على موقع عالم كرة القدم.نت (الإنجليزية)